# Tajna starog tavana
Tajna starog tavana è un film del 1984 diretto da Vladimir Tadej.

## Trama
Durante le vacanze estive, due ragazzi scoprono un cannone antigravità nascosto in una vecchia soffitta.